# Перетна
Перетна или Перетенка (рус. Перетна, Перетенка) река је на северозападу европског дела Руске Федерације која протиче преко територије Окуловског рејона Новгородске области. Лева је притока реке Мсте и део басена реке Волхов и Балтичког мора.
Отока је језера Перетно које се налази на подручју Валдајског побрђа. Укупна дужина водотока је 39 km, а површина сливног подручја 905 km². Њен ток се одликује доста великим падом, посебно у горњем делу тока где вредност пада износи и до 10 метара по километру тока. Њен велики пад искориштен је у спортско-рекреативне сврхе, а посебно за такмичења у кајаку и кануу на дивљим водама и рафтингу. Њене најважније притоке су Хоринка и Мологжа (обе леве притоке).
На реци се налази мања хидроелектрана (Обреченска ХЕ) за чије потребе је преграђено речно корито и формирано мање вештачко језеро запремине 16—18 милиона m³ воде. На око 1,5 km низводно налази се још једно мање водосабирно језеро запремине 0,15 милиона кубних метара воде.